# Багдасарова, Софья Андреевна
Софья Андре́евна Багдаса́рова (род. Москва) — российская писательница, искусствовед, журналист, художественный критик, куратор, арт-блогер. Дважды номинант премии «Просветитель».

## Биография
Отец — Андрей Пономарёв, историк-византинист, нумизмат. Дед — Леонид Пономарёв, советский и российский физик, академик РАН.
Окончила отделение истории и теории искусства исторического факультета МГУ имени М. В. Ломоносова, научные руководители Фёдор Заничев, Иван Тучков, специализация — европейский портрет.
Более 15 лет профессионально занимается журналистикой в области культуры («РИА Новости», «Ваш досуг», «Россия сегодня» и другие). С 2018 года сотрудник международного издания газеты об искусстве The Art Newspaper Russia.
В 2023 году в качестве куратора открыла историко-художественную выставку «Пальмы и розы Зинаиды Морозовой» (Музей-заповедник «Горки Ленинские»); в 2024 году вместе с Полиной Котовой стала куратором выставки «Жили-были: Школа русской сказки» (ЦСИ «Винзавод»), посвященной изображению русских сказок и былин в искусстве и массовой культуре конца 19 — первой четверти 21 веков.
Была членом жюри Премии Потанина (номинация «арт-блогерство»), является членом жюри премии газеты The Art Newspaper Russia и премии в области искусствоведения и журналистики «Zverev Art Prize / Взгляд. Интерпретация. Позиция», учрежденной музеем AZ.

## Писатель

### Блогерство
Ведёт Telegram-канал «Shakko: об искусстве», один из самых популярных арт-каналов.
С 2004 года ведёт блог в «Живом Журнале». Блог приобрёл широкую известность с 2017 года, первой популярной его рубрикой стало «Омерзительное искусствоведение»:

Я пишу о тех темах в искусстве, о которых редко рассказывают в серьёзных изданиях. Впрочем, на Западе они давно попали в научную сферу (например, можно вспомнить «Историю уродства» Умберто Эко), у нас с этим пока бедно. А людей-то интересует всё необычное! Таким образом, у меня возникла рубрика «Омерзительное искусствоведение» (названная в честь ленты Тарантино «Омерзительная восьмерка»). В ней я стала публиковать всякие шокирующие вещи, ужасающие произведения искусства — причём не современные, а исключительно классику. Первый крупный поток читателей, мне кажется, привлекли именно эти сюжеты, а затем они стали читать и другие, более «спокойные» записи.
— Софья Багдасарова
Затем значительную популярность снискала рубрика «Вопросы про искусство»:

Когда я поняла, что у меня образовалась довольно большая постоянная аудитория, которая не прочь узнать про более серьёзные вещи, то придумала рубрику «Вопросы про искусство». Читатели, не являющиеся профессионалами от искусства, присылают для неё вопросы, и чем они проще и неожиданнее, тем интереснее на них отвечать. Сама постановка вопроса позволяет отвечать необычно. Именно так появился пост-ответ «Почему Шилов — плохой художник, а Брюллов — хороший, они же похожи?» На сегодня это самый популярный мой текст, около 400 тысяч просмотров. По сравнению с рекордами YouTube, конечно — мелочь, но для материалов про живопись это очень здорово. Или вот «Расскажите, что такое „современное искусство“? Только в двух словах, пожалуйста» и «Почему Репин дешевле Малевича и Кандинского?». На это, по идее, невозможно ответить серьёзно, но в итоге вскрываются какие-то основополагающие принципы.
— Софья Багдасарова
По итогам 2017 года блог с посещаемостью 40—50 тысяч просмотров в день (5—6-е место в общем топе ЖЖ) был удостоен премии NeForum Awards в номинации «Лучший лонгрид».
Нестандартная стилистика и подача материала Багдасаровой как блогера-искусствоведа со временем стала предметом изучения лингвистов, культурологов и представителей других гуманитарных наук, её характеризуют, как автора, нашедшего «форматы общения в духе практик соучастия», создающего «эффект общения в формате культуры соучастия»

### «Омерзительное искусство»

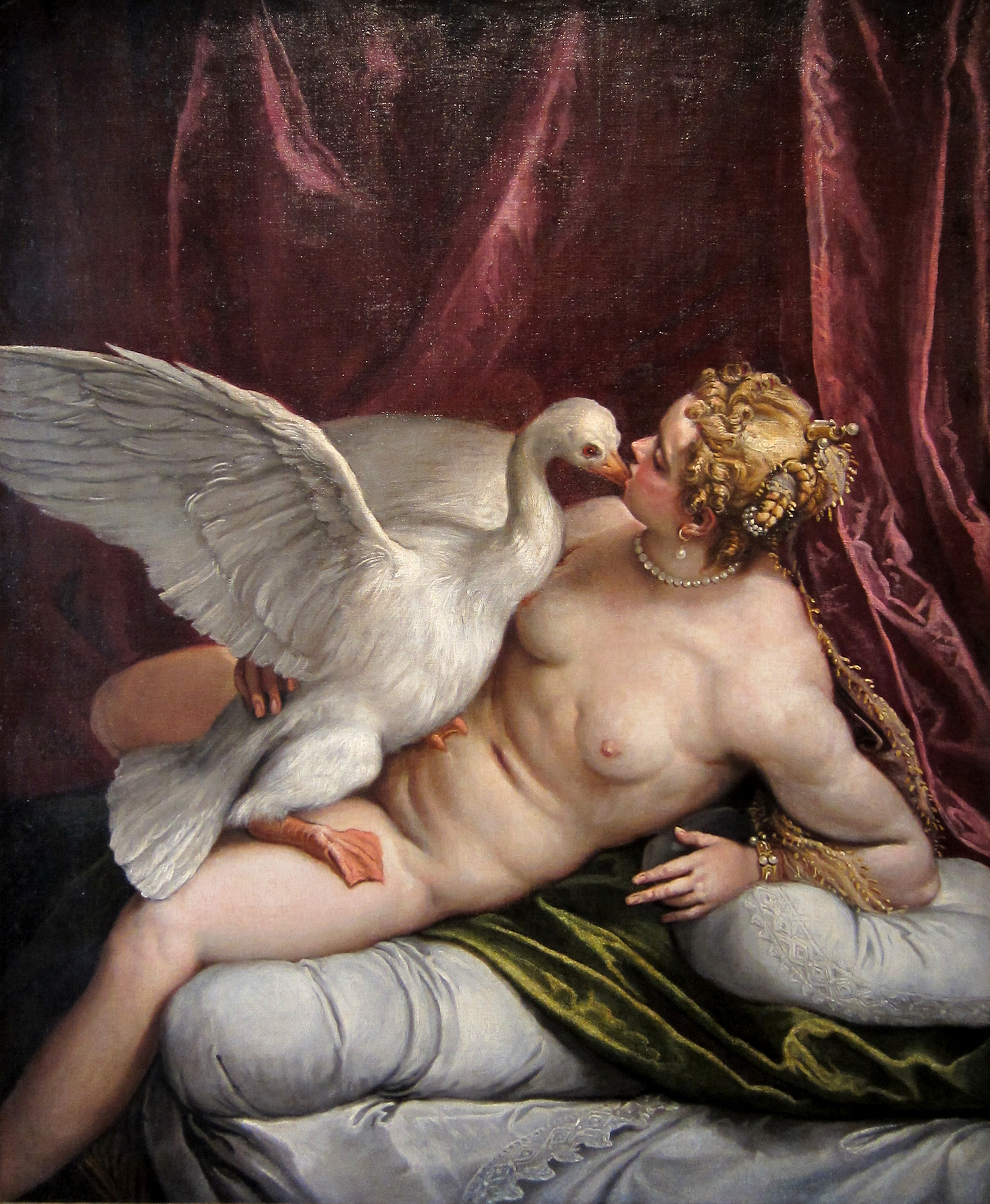
Репродукция картины Паоло Веронезе «Леда и лебедь» использована для обложки книги Софьи Багдасаровой «Омерзительное искусство»

После успеха блога к Багдасаровой обратились представители издательства «Эксмо» с предложением написать книгу. Софья переработала и адаптировала часть материалов блога для печати, и примерно половину её объёма составили новые тексты. Ориентиром для автора послужила стилистика «Всеобщей истории, обработанной „Сатириконом“», написанной Тэффи, Аркадием Аверченко и другими классиками русской юмористической прозы начала XX века. В книге Багдасаровой в юмористическом, осовремененном ключе пересказываются древнегреческие мифы про каннибалов, трансвеститов, мужеубийц. Издание снабжено цветными репродукциями Рубенса, Микеланджело, прерафаэлитов и других художников — на соответствующие темы, а также серьёзными научными комментариями.
Книга «Омерзительное искусство» стала бестселлером, но получила противоречивые отзывы читателей и критиков. Комментаторы отмечали неожиданное несоответствие впечатления от текстов Софьи, опубликованных в интернете и на бумаге, а также компромиссность в обработке материала, когда острые и актуальные шутки из блога заменялись на «бородатые» каламбуры.
Литературный критик Константин Мильчин заявил, что книга представляет собой «амикошонский пересказ древнегреческой мифологии в стиле программы „Аншлаг“», признав при этом, что «автор книги на самом деле действительно крутая просветительница: она ведёт превосходный блог в ЖЖ, где компетентно и по-настоящему остроумно рассказывает о живописи». Шеф-редактор портала Год.Литературы.рф Михаил Визель отмечает: «Но при этом нарочитом комиковании видно, что автор предмет любит и, главное, знает. Так что чтение позволит не только спокойнее реагировать на возмущённые вопли бдительных сограждан, но и увереннее чувствовать себя в европейских музеях».
Рецензент Владимир Богданов настроен более благожелательно:

Это рассказ об античных мифах и нравах на примере сюжетов европейских художников. Написано лихо, без академической тягомотины. По жанру это не научная монография, а скорее арт-басни, чистый фан, «скандалы-интриги-расследования» времён Одиссея… Лишь для непосвященного человека сюжеты некоторых картин просто пастораль, тишь, да благодать. А стоит чуть копнуть в мифологию, и вылезает сразу всё: безжалостность, беспринципность, жестокость, коварство и бесстыдство. Нет ничего нового под солнцем. Всю мерзость, как выясняется, придумали задолго до нас.
— Владимир Богданов
Литераторы Александр Архангельский и Александр Гаврилов включили книгу «Омерзительное искусство» в «длинный список» претендентов на премию «Просветитель» за 2018 год. Гаврилов обосновал это включение, находя в сниженности подачи материала главное значение книги:

То, что в этой книге происходит, быть может, для многих читателей непонятно и незаметно. Вообще-то в современной русской литературе нет канона разговорной речи, записанной на бумаге. Если просто расшифровываешь, как звучит улица, это читать невозможно. Складывание вот этого канона началось довольно поздно, под конец шестидесятых годов; единственное существенное достижение советского времени — это, пожалуй, Довлатов, потом появляются какие-то ещё люди, в начале своего творчества интересно с этим работал Гришковец. И мне то, что в этой книжке делается, в особенности интересно с точки зрения литературы. Мне кажется, это очень яркая и существенная заявка на новый язык.
Строго говоря, сама конструкция научно-популярной книги изначально была очень приближена к тому, что делает Софья. Потому что любая популярная книга о науке должна рассказывать тем языком, который будет абсолютно прозрачен для человека, не потратившего двадцать лет на подготовку к чтению этой книжки. К сожалению, сами ученые делать это разучились довольно давно.
— Александр Гаврилов
Тем не менее, в «короткий список» премии книга не попала.

### «Апокалипсис в искусстве»
В октябре 2018 года в отделении «Бомбора» издательства «Эксмо» вышла вторая книга Багдасаровой «Апокалипсис в искусстве. Путешествие к Армагеддону». Издание представляет собой полный текст «Откровения Иоанна Богослова» («Апокалипсиса»), снабжённый большим количеством цветных репродукций произведений художников прошлого, максимально полно иллюстрирующих текст.

Во-первых, сразу успокою тех, кто опасается фривольностей на тему христианства — никакого юмора в ней нет! Из моих фирменных качеств я использовала тут другие — всё очень просто и понятно, уровень объяснений — «для советского школьника-старшеклассника», для представителя технической интеллигенции. То есть для умного человека, который искренне хочет понять сложное, но боится углубляться в дебри.
Идея издания родилась из фразы искусствоведов об уникальности «Апокалипсиса»: это «единственная книга Библии, в которой проиллюстрирована каждая строчка, или хотя бы абзац». Так что вот оно, такое «Откровение Иоанна Богослова», в котором действительно проиллюстрированы каждая строчка или хотя бы абзац! По сути, вышел «графический роман» (это как «книга комиксов», только для интеллектуалов), или огромная житийная икона с двумястами клеймами, последовательно иллюстрирующими развитие событий Конца света.
— Софья Багдасарова
«Российская газета» отметила презентацию книги в числе наиболее интересных событий ярмарки Non/Fiction-2018, журнал Elle Girl включил книгу в список «10 умных нон-фикшн книг для серьёзных девушек».
Эта книга тоже вошла в лонг-лист премии «Просветитель» (2020 год).
В 2022 году вышло второе издание книги, исправленное, дополненное и с новыми иллюстрациями.

### «Воры, вандалы и идиоты»
В сентябре 2019 года в отделении «Бомбора» издательства «Эксмо» вышла третья книга Багдасаровой «Воры, вандалы и идиоты: криминальная история русского искусства». В книге автор рассказывает о преступлениях, совершавшихся в российских музеях, и отмечает, что «глупость, надежда на авось и пьянство — вот то, что отличает русские преступления в сфере искусства». Как пишет автор в предисловии, книга является первой летописью преступлений в сфере искусства, совершённых конкретно в России.
Согласно рецензии сетевого издания «Горький», «автор не слишком фокусируется на мотивах и психологических нюансах преступников, ограничиваясь игриво-сатирическим, в духе лоу-файного Зощенко, описанием случившегося. Градус развлекательности повышают арт-дилерские байки, размещённые между основными рассказами. Любопытна и вёрстка издания — она с успехом мимикрирует под научно-популярные книги для подросткового возраста конца 1980-х». Аукционный портал Artinvestment.ru рекомендует её начинающим коллекционерам как прививку от доверчивости. The Village включил книгу в подборку свежих «романов о жизни в современной России», охарактеризовав её как «книгу испанского стыда»: при чтении книги «…стыд за соотечественников ощущается прямо физически». Согласно рецензенту «Российской газеты»: «лихое чтение, познавательное и развлекательное одновременно». Портал Годлитературы.рф пишет: «смеяться вы будете громко и заливисто. Сам по себе юмор для этой книги — не менее важная категория, чем искусство, так что будьте готовы к научно-развлекательной эклектике», и указывает, что чёрного юмора по сравнению с первой книгой поубавилось.
Книга была представлена на Московской книжной ярмарке-2019, в число самых интересных книг фестиваля её включили ряд изданий. Сатирические иллюстрации, выполненные художником Марией Пономарёвой специально для этой книги, сравнили с Бидструпом.
Несколько месяцев спустя прошла презентация книги на ярмарке Non/Fiction, организаторы которой включили её в свой топ-лист. В список книг, которые стоит купить на ярмарке, её также включил ряд изданий, как и саму презентацию — в число самых интересных мероприятий. Позже издание «Собака» включило книгу в список 35 лучших книг года.
В 2023 году челябинская Студия-театр Манекен (ЮУрГУ) поставила абсурдистско-музыкальный спектакль по книге, под руководством режиссёра Романа Ворожцова.
В 2024 было выпущено переиздание в покет-формате.

### «Лев Толстой очень любил детей»
В 2020 году Багдасарова выступила как редактор-составитель книги Н. Доброхотова-Майкова, В. Пятницкий «„Лев Толстой очень любил детей…“: Анекдоты о писателях, приписываемые Хармсу» (М., Бомбора). Книга включает факсимиле рукописи анекдотов псевдо-хармса с рисунками нонконформиста В. Пятницкого, обширные комментарии и научные и биографические статьи различных специалистов. Книга была представлена на Московской книжной ярмарке-2020, книжными рецензентами включалась в обзоры «книга недели» и «самые интересные новинки последних месяцев». Рецензия на книгу вышла в альманахе, посвящённом истории самиздата в России «Acta samizdatica» (№ 5, 2020): «Без преувеличений можно сказать, что мы, наконец, получили книгу, которую все давно ждали». Венгерский литературовед Жофия Калавски в рецензии, написанной для венгерского Института литературоведения, отмечает, что в издании показано, как это произведение вошло в социальный и культурный контекст 1970-х годов, что оно дополнено серией исследований и интервью, которые исследуют роль и значение анекдотов во многих смежных областях культуры. Художник, основатель арт-коммуны ОДЕКАЛ Сергей Сигерсон включил книгу в список «5 книг о том, что представлял собой советский арт-самиздат».
10 февраля 2021 года презентация книги состоялась в Государственной публичной исторической библиотеке России. Мероприятие прошло в рамках совместного проекта Исторической библиотеки и Гуманитарного факультета РГСУ — исследовательской лаборатории «Не/сохраняемое», которая посвящена работе с самиздатом, «летучими изданиями» и цифровыми ресурсами. В 2021 году книга была представлена на презентации в ГМИИ имени А. С. Пушкина.

### «Фениксы и сфинксы»
В 2023 году, после трехлетнего перерыва, связанного с ковидом и другими обстоятельствами, опубликовала книгу «Фениксы и сфинксы. Дамы Ренессанса в поэзии, картинах и жизни», по стилистике отличающуюся от предыдущих произведений и посвященную биографиями 15 итальянок эпохи Возрождения. Книга представляет собой сборник новелл, рассказывающих о биографиях женщин XIV—XVI веков: натурщиц знаменитых художников, поэтесс, музыкантш, политических деятельниц и художниц, оставивших важный след в культуре Ренессанса. Героини связаны между собой родственными и кросс-культурными связями, второстепенные и третьестепенные персонажи переходят из одного из рассказа в другой, что превращает сборник рассказов в единый гипертекст. Издание обильно иллюстрировано репродукциями произведений, связанными с сюжетами, которое сопровождены текстом аннотаций, который, в отличие от основного (прозаического, стилизованного под итальянскую новеллу), является сугубо научным искусствоведческим. Объём аннотаций составляет около 1/5 текста книги. 
«Обаяние жанра, который в лучших традициях Фейхтвангера и Ефремова балансирует между художественной литературой и научпопом, Софья Багдасарова усиливает малой формой. И в самом деле, как же писать о ренессансных женщинах искусства, музах, поэтессах и художницах, когда за твоим плечом стоит их современник Боккаччо и буквально подсказывает структуру повествования. Что подкупает — профессиональная экспертиза в отношении области истории искусств и искренняя симпатия, которую автор испытывает к каждой из своих героинь. Я с удовольствием рекомендую книгу к прочтению всем, а особенно юным девам, открывающим для себя искусство Возрождения (и своим дочерям обязательно подсуну)». (Наталья О’Шей).
В книге впервые опубликованы переводы с итальянского языка: по одному сонетуТуллии д’Арагона и Бронзино, специально сделанные для книги Павлом Алешиным, а также переводы стихов Вероники Гамбара и Барбары Торелли, созданные самой Багдасаровой.
Главный редактор радио «Культура» Ксения Ламшина охарактеризовала стилистику книги как литературное «мокьюментари». А книжный рецензент The ArtNewspaper Russia Константин Львов, в числе предшественников книги, помимо «Озорных рассказов» Бальзака, называет книгу Робера де ла Сизерана «Маски и лица Флоренции и Лувра: портреты итальянского Возрождения» (1913), однако, указывая: «впрочем, подчеркнем ещё раз и различие: Сизеран начинает с портрета, Багдасарова — с живого человека». Жанна Васильева («Российская газета») пишет, что автор «предлагает посмотреть на весьма жестокую эпоху итальянского Возрождения через оптику женского взгляда».
Презентация книги прошла на ярмарке «Non/fiction» в декабре 2023 года, а также на дискуссии «Медичи: портреты и символы» в Пушкинском музее в рамках выставки «Кабинет редкостей. Медичи навсегда», затем на ярмарке «Non/fiction» весны 2024 года.

## Участие в онлайн-проектах
Активный участник русской Википедии с января 2006 года (под ником Shakko), приоритетная тема: искусство. Была весьма активна как популяризатор Википедии: проводила мастер-классы и вебинары, выступала в СМИ с комментариями по темам, связанным с вики-проектами, участвовала в организации и жюри вики-конкурсов. С 2015 года являлась членом некоммерческого партнёрства «Викимедиа РУ».
Входит в состав научного совета «Живого Журнала» с момента его организации (июль 2019).

## Награды
- 2017: Премия NeForum Awards в номинации «Лучший лонгрид LiveJournal».
- 2018: Лонг-лист премии «Просветитель», гуманитарные науки (за книгу «Омерзительное искусство»)
- 2019: Благодарность от Комитета по туризму города Москвы «За активное информационное освещение общественной и культурной жизни» (как журналисту The Art Newspaper Russia)
- 2020: Лонг-лист премии «Просветитель», гуманитарные науки (за книгу «Апокалипсис в искусстве»)
- 2021: Диплом премии «Признание ЭКСМО» (вручался лучшим авторам издательства)
- 2021: Газета «Культура» включила в список «Люди года в сфере культуры-2021»[65]

## Сочинения
Книги:
- Омерзительное искусство: Юмор и хоррор шедевров живописи. — М.: Эксмо; Бомбора, 2018. — 294 с. — (Искусство с блогерами). — ISBN 978-5-04-088717-0. — 28 000 экз.
- Апокалипсис в искусстве. Путешествие к Армагеддону. — М.: Эксмо; Бомбора, 2018. — 286 с. — (Искусство с блогерами). — ISBN 978-5-04-097010-0. — 8000 экз.
  - 2-е издание: М.: Эксмо; Бомбора, 2022. — ISBN 978-5-04-157089-7. — 2000 экз.
- Воры, вандалы и идиоты. Криминальная история русского искусства. — М.: Эксмо; Бомбора, 2019. — 231 с. — (Искусство с блогерами). — ISBN 978-5-04-101420-9. — 10 000 экз.
- Доброхотова-Майкова Н., Пятницкий В. «Лев Толстой очень любил детей…»: Анекдоты о писателях, приписываемые Хармсу / Ред.-сост. С. Багдасарова. — М.: Эксмо; Бомбора, 2020. — 286 с. — (Искусство с блогерами). — ISBN 978-5-04-107778-5. — 3000 экз.
- Фениксы и сфинксы. Дамы Ренессанса в поэзии, картинах и жизни. — М.: Эксмо; Бомбора, 2023. — 368с. — (Искусство с блогерами). — ISBN 978-5-04-193172-8. — 4 000 экз.

Участие в каталогах выставок:
- Портрет жены — такой особенный жанр // Олеся Авраменко, Софья Багдасарова. Жёны: портреты жён русских художников. — М.: Музей русского импрессионизма, 2018. — ISBN 978-5-9908694-8-6. — С. 18—31.
- Биографические эссе // Софья Багдасарова, Владимир Березовский, Анастасия Винокурова, Валерий Дудаков, Анна Петрова, Наталия Семёнова. Охотники за искусством. — М.: Музей русского импрессионизма, 2021. — ISBN 978-5-604-08308-6.
- Художник рисует художника: Портрет себя и портрет другого // Точки зрения. Автопортрет и портрет художника. — М.: Музей русского импрессионизма, 2022. — ISBN 978-5-604-68612-6. — C. 12—23.
- «Автор неизвестен»: случайность, моральный выбор или бизнес-стратегия // Автор неизвестен. Коснуться главного. — М.: Музей русского импрессионизма, 2022. С. 12-28.